# Stavkirke Gustav Adolf

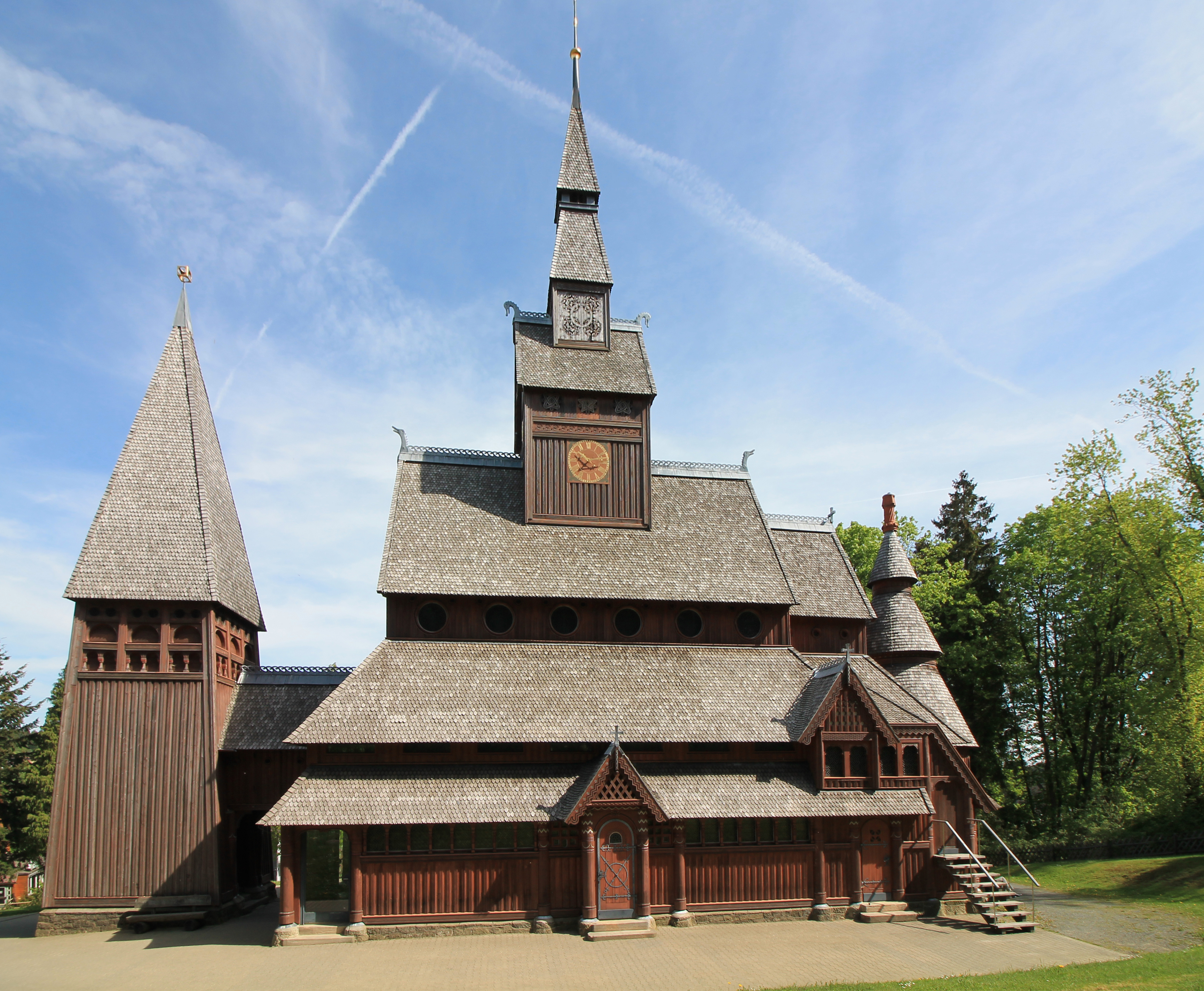
côté sud

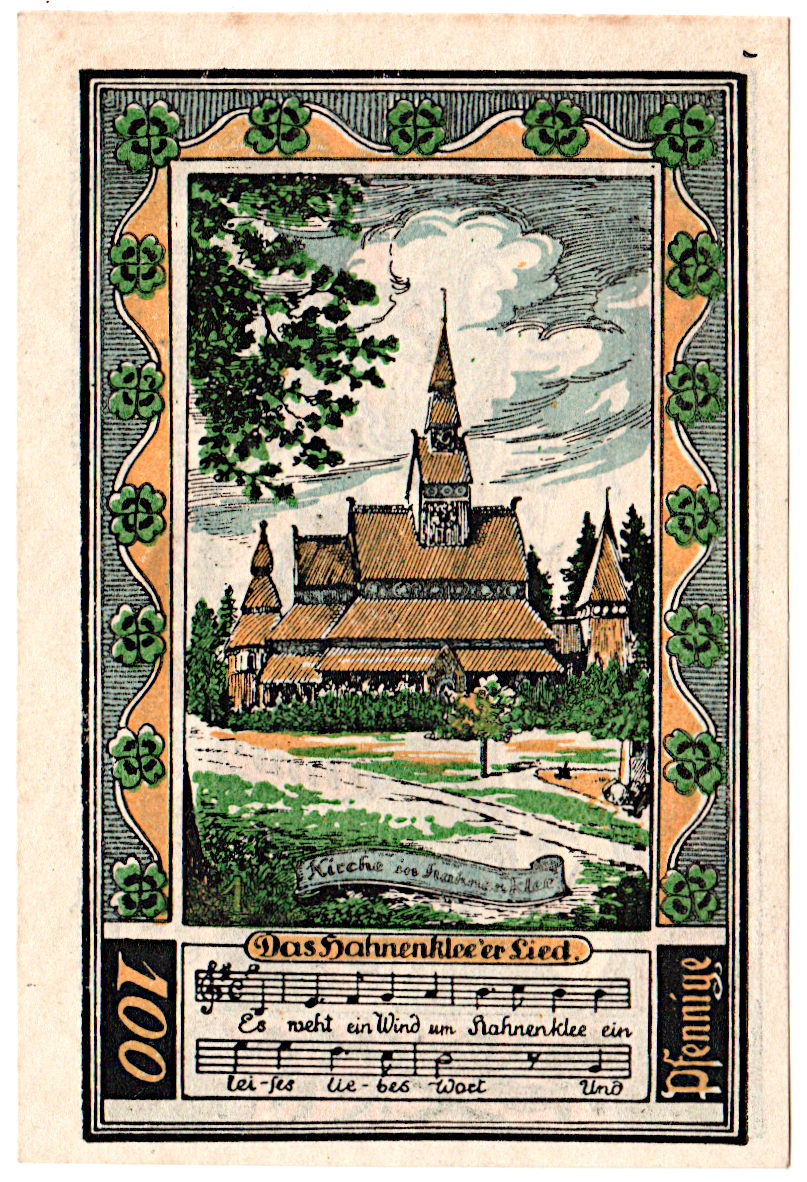
L'église Gustav Adolf Stave, sur un billet d'urgence conçu par Curt Hanitzsch.

La Stavkirke Gustav Adolf est une église en bois debout située dans le quartier de Hahnenklee-Bockswiese à Goslar, dans les montagnes du Harz en Allemagne.
Le bâtiment est une réplique libre de la célèbre Stavkirke de Borgund en Norvège. Quelques adaptations ont été nécessaires pour accueillir 350 places dans l'église. La construction de l'église commença en 1907 et sa consécration eut lieu le 28 juin 1908.

## Histoire

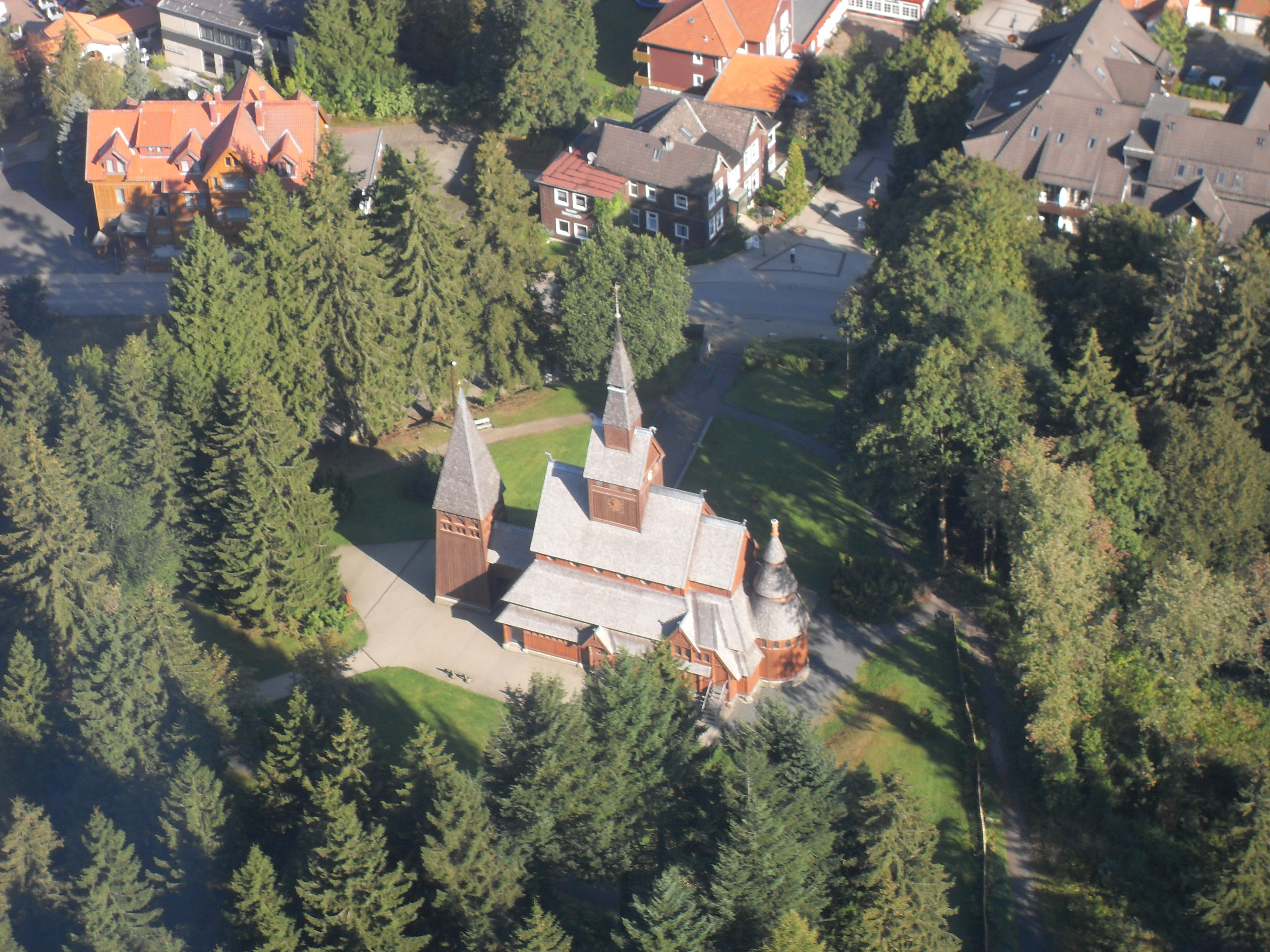
vue aérienne

Jusqu'au début du XIXe siècle, le dernier étage de ce qui était alors le bâtiment de l'école servait de lieu de culte. Avec le développement du tourisme, cet espace est devenu trop petit, surtout pendant les mois d'été.
Pour cette raison, l'architecte du consistoire Karl Mohrmann de Hanovre a été chargé de concevoir une église indépendante pour Hahnenklee. Lors d'un voyage d'étude en Norvège, Mohrmann y a vu les églises en bois debout et en a dessiné quelques-unes. Il a ensuite suggéré de construire une église en bois debout à Hahnenklee, et l'a justifié par le fait qu'au moment de la christianisation de l'Allemagne, il y avait des stavkirke dans tout le nord de l'Allemagne et que ce style architectural était donc également originaire d'ici.
Ainsi, dans les années 1907 à 1908, l'église en bois debout Hahnenklee a été construite par des artisans  à partir de bois d'épicéa abattus sur le Bocksberg. Bien qu'il s'agisse d'une réplique ou d'une imitation de l'église norvégienne, qui a plus de 800 ans, son aspect inhabituel contribue à sa grande popularité. Contrairement à l'église en bois debout de Hahnenklee, les églises en bois debout norvégiennes sont beaucoup plus petites (environ 50 places) et, en raison du manque de fenêtres plus grandes, sont très sombres à l'intérieur. La consécration de l'église eut lieu le 28 juin 1908. L'église évangélique luthérienne a été nommée en l'honneur du roi suédois Gustave II Adolphe .
Au début, le sanctuaire pouvait être séparé par des murs mobiles et utilisé comme église d'hiver.
L'équipement de l'église en bois debout avec un orgue était difficile en raison des conditions climatiques particulières dans les montagnes du Harz et dans l'église en bois. Au début, il n'y avait qu'un seul harmonium disponible. Au milieu des années 1950, un orgue de coffre est installé. Celui-ci a été agrandi au milieu des années 1980 car il était souvent désaccordé et l'entretien était coûteux.

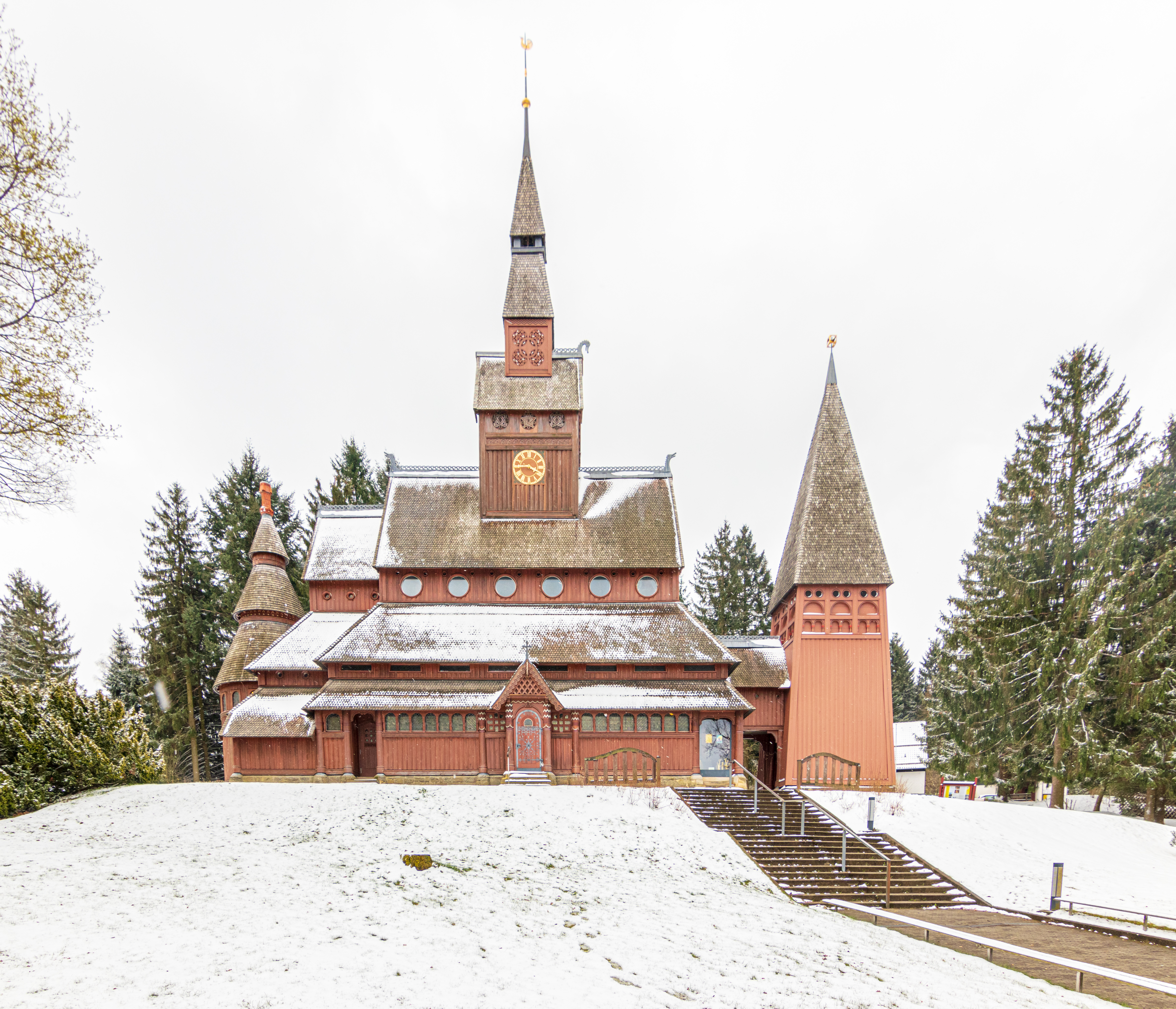
Côté nord

Il est souligné à plusieurs reprises que l'église a été assemblée sans clous ni vis,. Cela s'applique également à la construction de base visible à l'intérieur, qui a été raccordée à l'aide de mortaises en forme de cheville. Bien sûr, les planches et les lambris étaient cloués ou vissés ; Des vis peuvent également être trouvées dans la structure de toit.
Surtout dans les années 1960 et 1970, la stavkirke était une église de mariage populaire. À l'époque, 300 mariages pouvaient y être célébrés chaque année.
L'église en bois debout Hahnenklee a été rénovée en profondeur à plusieurs reprises. La dernière rénovation très complexe a été réalisée dans les années 2000 à 2006.

## Vues intérieures

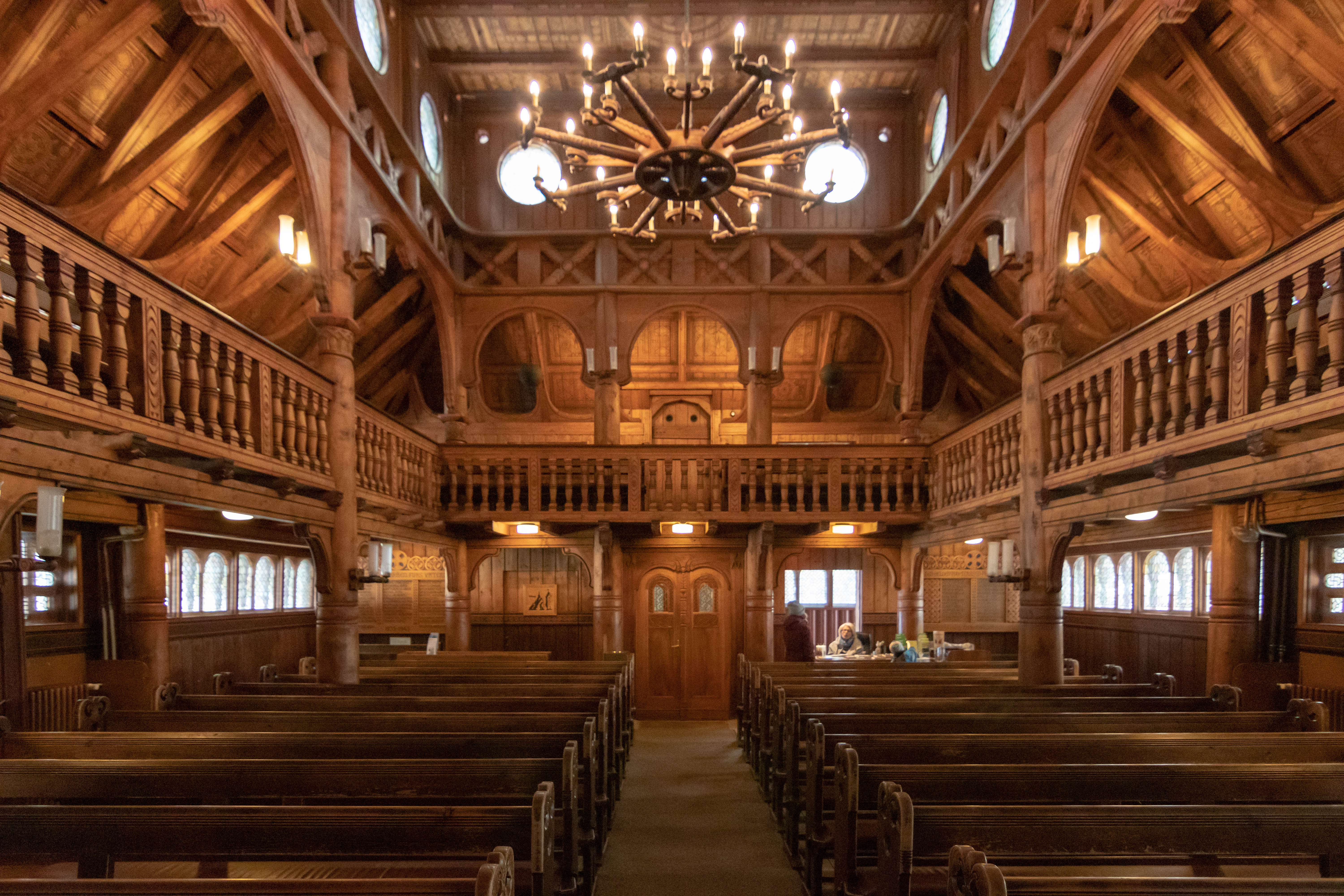
Intérieur
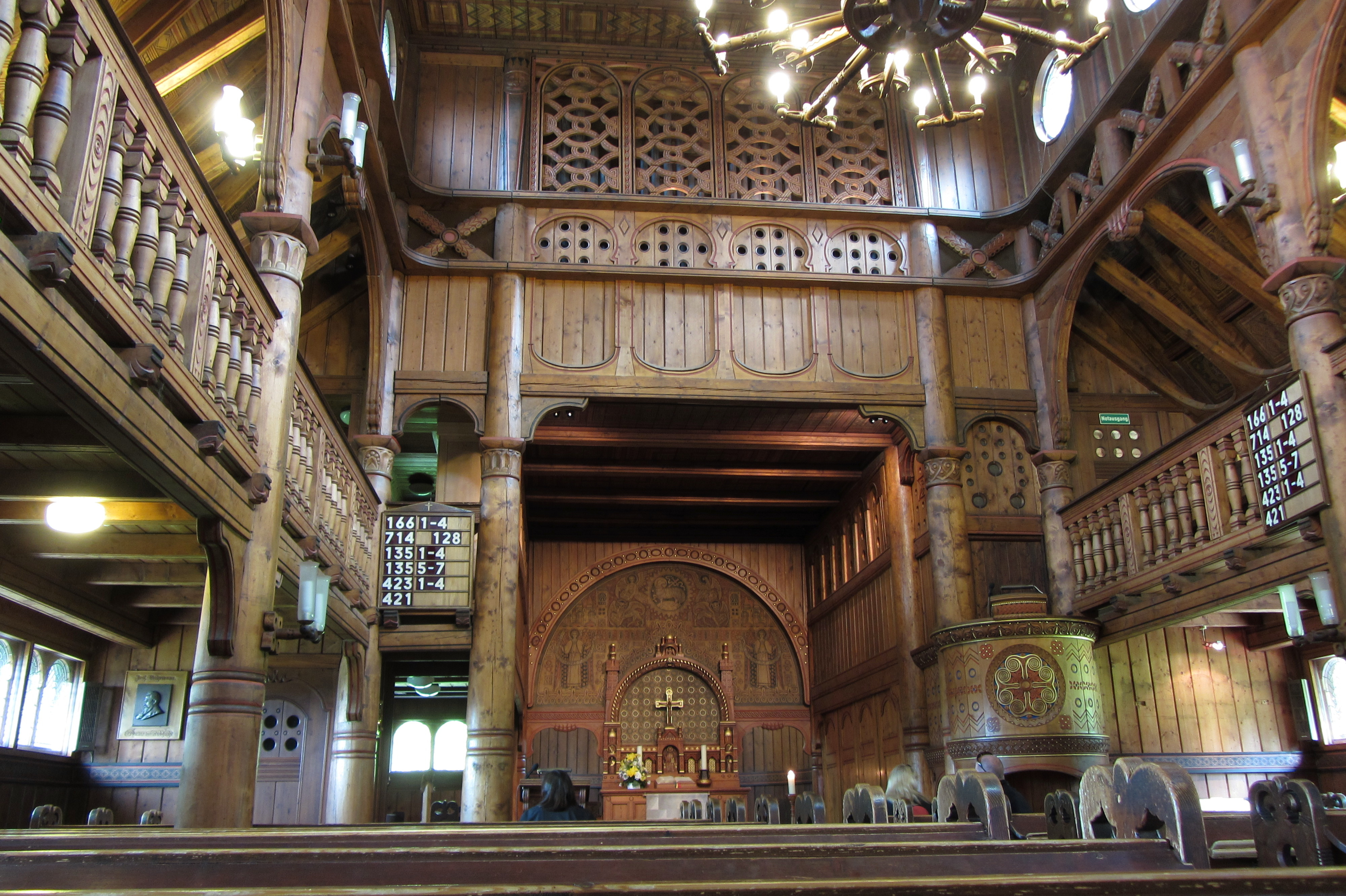
Vue de l'intérieur. Les tuyaux d'orgue sont cachés derrière les motifs en forme de serpent au-dessus du sanctuaire.
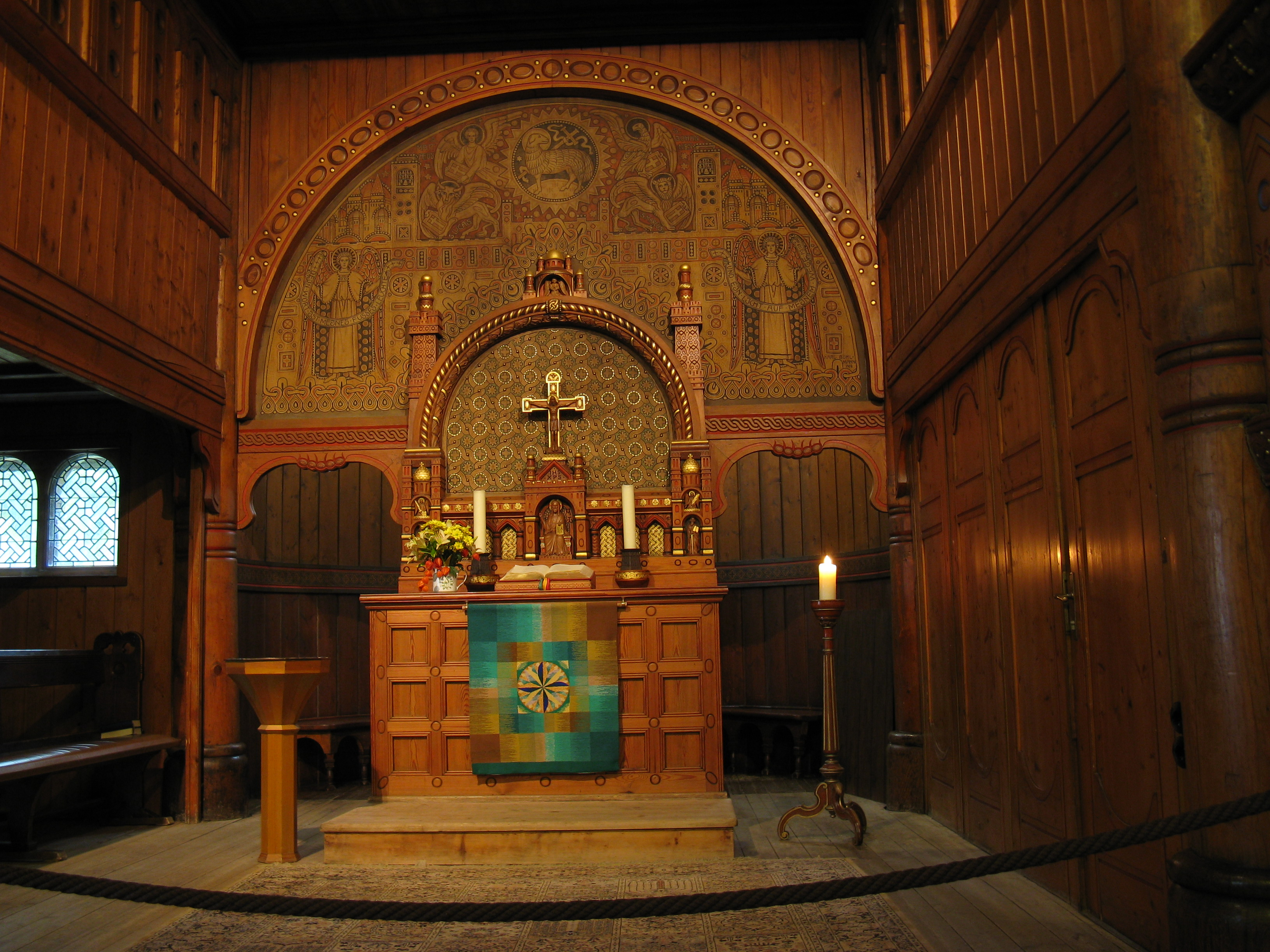
Autel
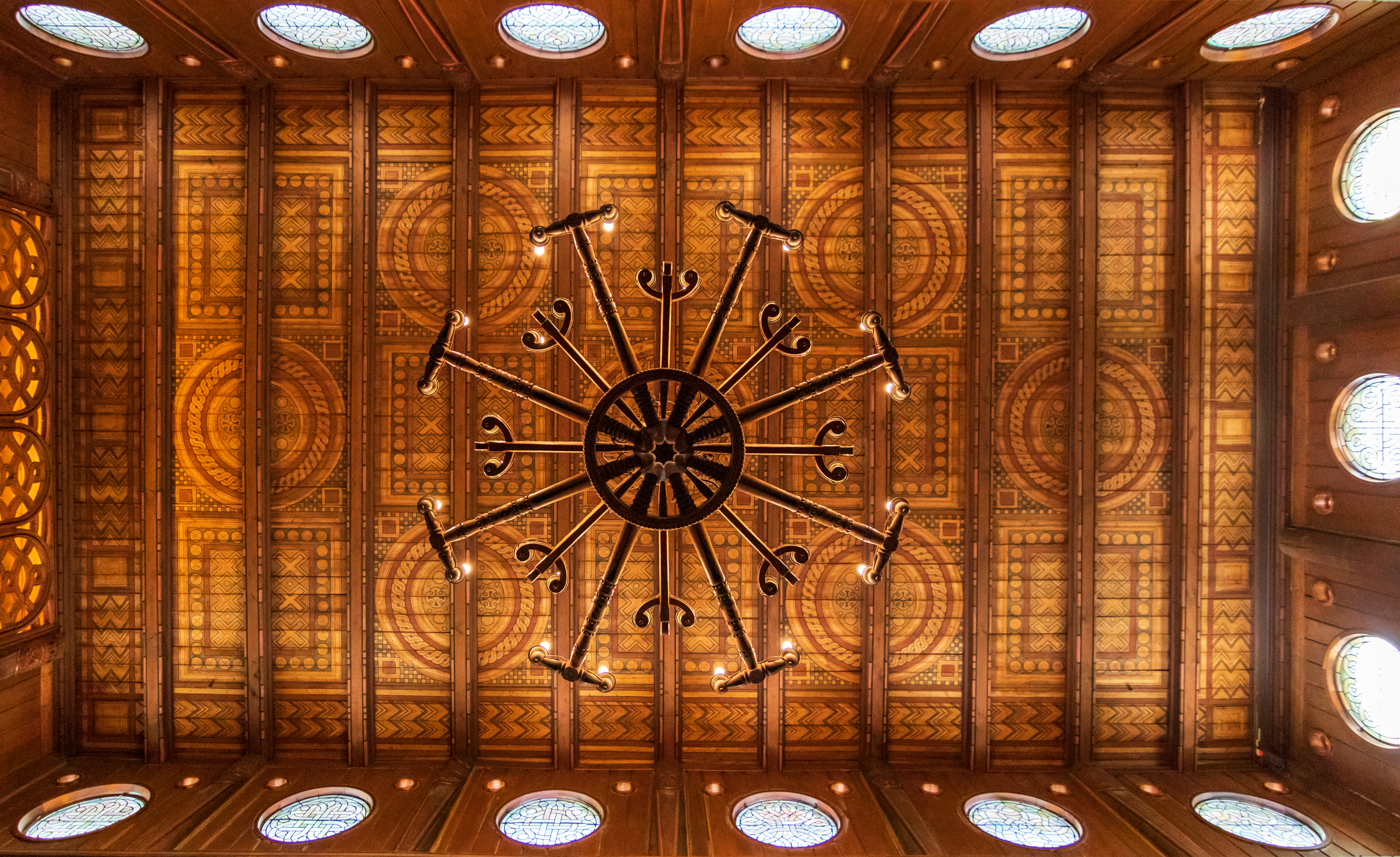
Plafond avec lustre inspiré du gouvernail d'un navire.

## Liens web
- Site officiel